# حزقيال مانويل فيريرا
حزقيال مانويل فيريرا (بالإسبانية: Juan Manuel Ferreira)‏ هو لاعب كرة قدم أوروغواني في مركز الوسط، ولد في 24 سبتمبر 1992 في الأوروغواي. لعب مع ديبورتيفو مالدونادو.

## وصلات خارجية
- حزقيال مانويل فيريرا على موقع قاعدة بيانات كرة القدم.إي يو (الإنجليزية)
- حزقيال مانويل فيريرا على موقع Soccerway.com (الإنجليزية)